# Primula clusiana
Primula clusiana is een plant die behoort tot de sleutelbloemfamilie. De soort is vernoemd naar de Vlaamse botanicus Carolus Clusius, die prefect van de Hortus botanicus Leiden was.
De roserode bloemen worden 2-10 cm hoog. De bloeitijd loopt van mei tot juni.
De kalkminnende plant komt voor in de Noordelijke Kalkalpen op vochtige rotsgronden en rotsweiden voor. 
... · P. auricula (Aurikel) · 
P. beesiana · 
P. bulleyana · 
P. clusiana · 
P. denticulata ·  
P. elatior (Slanke sleutelbloem) · 
P. farinosa · 
P. florindae · 
P. glutinosa (Kleverige sleutelbloem) · 
P. hirsuta · 
P. japonica · 
P. minima (Dwergsleutelbloem) · 
P. nutans · 
P. rosea · 
P. scandinavica · 
P. scotica · 
P. sieboldii · 
P. stricta · 
P. veris (Gulden sleutelbloem) · 
P. vulgaris (Stengelloze sleutelbloem) · ...